# Земская реформа (1550)
Зе́мская рефо́рма — ряд мер, разработанных правительством Ивана IV. По мнению В. О. Ключевского, эти меры были попыткой полностью «отменить кормления, заменив наместников и волостелей выборными общественными властями, поручив самим земским мирам не только уголовную полицию, но и всё местное земское управление вместе с гражданским судом».
В 1552 году вместе с новым Судебником правительством царя Ивана IV Грозного были изданы и уставные грамоты местного самоуправления (например Важская).
Согласно Судебнику наместники и волостели, поставленные правительством, не могли судить без участия выборных от населения: дворского, старосты и лучших людей местной крестьянской общины. «А боярам и детем боярским, за которыми кормление с судом боярским, и им судити, а на суде у них быти дворскому и старосте и лучшим людем».
Откупная грамота вводила выборные земские власти:
- Излюбленные старосты
- Излюбленные головы
- Земские старосты
- Выборные старосты
- Излюбленные, выборные судьи

Кроме права собственного суда через выборных судей, всем общинам, как городским, так и волостным, правительство предоставляло право собственного управления, раскладки податей и надзора за порядком.
Закон, признавая каждую крестьянскую общину, на чьей бы земле она ни жила, одноправной с общинами городскими, представлял её юридическим целым, свободным и независимым в общественных отношениях; а поэтому выборные начальники общин, старосты, дворские, сотские, пятидесятские и десятские считались состоящими в государственной службе, у «государева дела».
В окружной уставной грамоте о местном самоуправлении общин царь Иван IV прямо писал: «А велели мы во всех городах и в станах и в волостях учинить старост излюбленных, кому меж крестьян управу чинить и наместничьи и волостелины и праветчиковы доходы собирать и к нам на срок привозить, которых себе крестьяне меж себя излюбят и выберут всею землёю, от которых бы им продаж и убытков и обиды не было, и разсудити бы их умели в правду безпосульно и безволокитно, и за наместнич доход оброк сбирать умели и к нашей бы казне на срок привозили без недобору».
Во всё продолжение царствования Ивана IV общины свободно могли просить освобождения от наместников и волостелей, и их просьбы постоянно удовлетворялись, только с условием — вносить положенные на наместников оброки в казну. Выборные начальники во всех общинах избирались всеми членами общины. Как указано в царской уставной грамоте: «И вы бы меж себя, свестяся заодно, учинили себе приказщика в головах, в своих селех и деревнях и починках, выбрав старост и сотских и десятцких лучших людей, которые бы были собою добры и нашему делу пригожи».
Наиболее удачно земская реформа прошла в северо-восточных русских землях, где преобладало черносошное (государственное) крестьянство и было мало вотчинников, хуже в южнорусских, где преобладали бояре-вотчинники.
По мнению Н. Е. Носова, в 1550—1553 годах был осуществлён 1-й этап, а в 1555—1556 — 2-й этап реформы.